# Vùng Yangon
Tôn giáo ở Yangon (2014)

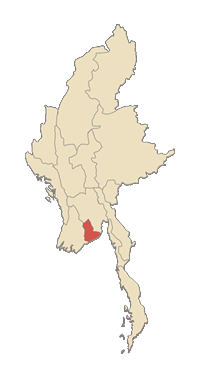
Vị trí của Vùng Yangon.

Vùng Yangon là một vùng hành chính của Myanmar. Nó giáp với Vùng Bago ở phía bắc và đông, vịnh Mottama ở phía Nam, Vùng Ayeyarwady ở phía Tây.
Vùng Yangon rộng 10.170 km² và có 8.203.832 dân (năm 2014). Đây là khu vực phát triển nhất ở Myanma và là cửa ngõ quốc tế chủ yếu của nước này. Phần lớn các khu công nghiệp của Myanmar nằm ở vùng này.
Vùng Yangon có 45 huyện họp thành thành phố Yangon, Thanlyin và các nhóm huyện Đông Yangon, Tây Yangon, Bắc Yangon và Nam Yangon. Thủ phủ của vùng là thành phố Yangon, trước đây là thủ đô của Myanmar.